# Alexander Alexandrowitsch Maslowski
Alexander Alexandrowitsch Maslowski (russisch Александр Александрович Масловский, wiss. Transliteration Aleksandr Aleksandrovič Maslovskij; * 3. Januar 1992 in Krasnojarsk) ist ein russischer Fußballspieler.

## Karriere
Maslowski begann mit dem Fußballspiel beim Sportklub „Rotor“. In jungen Jahren trainierte er dann beim FK Sibir Nowosibirsk, in den Jahren von 2008 bis 2010 spielte er in der Amateurmannschaft in der Meisterschaft der LFL. 2011 wechselte er nach Krasnojarsk, wo er im Amateurclub „Rassvet“ spielte.
Sein professionelles Debüt gab er am 19. Mai 2013 beim FK Jenissei Krasnojarsk im Heimspiel gegen „Neftechimika“ (2:2). In der 89. Minute wurde er eingewechselt und erhielt kurz darauf die gelbe Karte. Von August 2013 bis zum Jahresende und in der Saison 2014/15 spielte er auf Leihbasis für den Verein Irtysch Omsk. Für FK Jenissei bestritt er in der Hinrunde der Saison 2015/16 kein einziges Spiel. Von 2016 bis 2018 spielt der für den FC Chita. Vor der Saison 2018/19 trat er erneut bei Irtysch Omsk auf und wurde Kapitän der Mannschaft. Im Jahr 2020 wechselte er zum FK Orenburg, absolvierte dort aber nur vier Spiele und kehrte im Sommer 2021 zu Jenissei zurück. Bei Jenissei nahm er in der Saison 2021/22 an 33 Spielen der FNL-Meisterschaft und fünf Spielen des russischen Fußballpokals teil, wo er mit seiner Mannschaft das Halbfinale erreichte und gegen den späteren Pokalsieger Moskau Spartak verlor.